# Liste der Monuments historiques in Jouaville
Die Liste der Monuments historiques in Jouaville führt die Monuments historiques in der französischen Gemeinde Jouaville auf.

## Liste der Immobilien
| Bezeichnung | Beschreibung            | Standort                           | Kennzeichnung | Schutzstatus | Datum | Bild |
| ----------- | ----------------------- | ---------------------------------- | ------------- | ------------ | ----- | ---- |
| Beinhaus    | aus dem 16. Jahrhundert | an der Kirche St-Christophe (Lage) | PA00106050    | Inscrit      | 1987  |      |

## Liste der Objekte
| Bezeichnung                           | Beschreibung                                        | Standort                           | Kennzeichnung | Schutzstatus | Datum | Bild |
| ------------------------------------- | --------------------------------------------------- | ---------------------------------- | ------------- | ------------ | ----- | ---- |
| Gemälde Der Tod                       | Ölfarbe auf Leinwand, Anfang des 19. Jahrhunderts   | in der Kirche St-Christophe (Lage) | PM54000308    | Classé       | 1982  |      |
| Kruzifix                              | Holz, farbig gefasst, 18. Jahrhundert               | in der Kirche St-Christophe (Lage) | PM54000309    | Classé       | 1982  |      |
| Priestergrabmal                       | Stein, bezeichnet 1623                              | in der Kirche St-Christophe (Lage) | PM54000310    | Classé       | 1982  |      |
| Skulptur Heiliger Antonius der Große  | Holz, farbig gefasst und vergoldet, 18. Jahrhundert | in der Kirche St-Christophe (Lage) | PM54001594    | Inscrit      | 1992  |      |
| Skulptur Heiliger Sebastian           | Holz, farbig gefasst, Schmiedeeisen, um 1800        | in der Kirche St-Christophe (Lage) | PM54001591    | Inscrit      | 1981  |      |
| Taufbecken                            | Kalkstein, geweißt, um 1500                         | in der Kirche St-Christophe (Lage) | PM54001592    | Inscrit      | 1992  |      |
| Skulpturengruppe Unterweisung Mariens | Holz, farbig gefasst, 1830                          | in der Kirche St-Christophe (Lage) | PM54001593    | Inscrit      | 1992  |      |
| Zwölf-Apostel-Retabel                 | Kalkstein, Ende des 15. Jahrhunderts                | in der Kirche St-Christophe (Lage) | PM54001142    | Classé       | 1996  |      |
| Skulptur Heiliger Hubertus            | Holz, farbig gefasst und vergoldet, 18. Jahrhundert | in der Kirche St-Christophe (Lage) | PM54001590    | Inscrit      | 1981  |      |